# 잉카올드필드쥐
잉카올드필드쥐(Thomasomys incanus)는 비단털쥐과에 속하는 설치류이다. 페루에서만 발견된다.

## 분포 및 서식지
페루 북부와 중부 지역의 안데스산맥 동부 경사면에서만 발견된다. 해발 2,430m와 3,850m 사이의 고산 초원 지대와 열대 우림에서 서식한다.